# Ministeri de Política Territorial i Funció Pública d'Espanya
El Ministeri de Política Territorial i Funció Pública és l'actual departament ministerial encarregat de les relacions amb les comunitats autònomes, les diferents administracions públiques i la funció pública a Espanya.

## Ministra
Des del 7 de juny de 2018, el seu titular és Meritxell Batet i Lamaña.

## Funcions
Segons el Reial decret 863/2018, de 13 de juliol, pel qual es desenvolupa l'estructura orgànica bàsica del Ministeri de Política Territorial i Funció Pública li corresponen les següents funcions:
- La proposta i execució de la política del Govern en matèria de relacions i cooperació amb les comunitats autònomes i les entitats que integren l'Administració Local i les relatives a l'organització territorial de l'Estat; així com les relacions amb les Delegacions i Subdelegacions del Govern i el suport a la seva gestió.
- La proposta i execució de la política del Govern en matèria de funció pública, ocupació pública i formació d'empleats públics; de govern i organització de l'Administració General de l'Estat; de procediments i inspecció de serveis; de transparència i govern obert; del desenvolupament i seguiment de programes per a la millora de la gestió pública i la qualitat dels serveis.[3]
- La política d'Administració Digital, així com la coordinació del procés de racionalització de les tecnologies de la informació i la comunicació en l'àmbit de l'Administració General de l'Estat i dels seus Organismes Públics, i de l'impuls de l'Administració electrònica a través de la prestació compartida del Servei Comú de Sistemes d'Informació i Comunicació; igualment li correspon l'establiment de les disposicions i directrius necessàries per al seu funcionament.[4]

## Estructura
Aquest Ministeri s'estructura en els següents òrgans superiors:
- La Secretaria d'Estat de Política Territorial, de la qual depèn el següent òrgan directiu:
- La Secretaria General de Coordinació Territorial, amb rang de Sotssecretaria, de la qual depenen els següents òrgans directius:
  - La Direcció general de Cooperació Autonòmica i Local.
  - La Direcció general de Règim Jurídic Autonòmic i Local.
- La Secretaria d'Estat de Funció Pública de la qual depenen els següents òrgans directius:
- La Secretaria General d'Administració Digital, amb rang de Sotssecretaria.
- La Direcció general de la Funció Pública.
- La Direcció general de Governança Pública.
- L'Oficina de Conflictes d'Interessos, amb rang de Direcció general.
- La Subsecretaria de Política Territorial i Funció Pública, de la qual depèn la Secretaria General Tècnica.
- El Comissionat del Govern davant del Repte Demogràfic, amb rang de Sotssecretaria.
- Gabinet del Ministeri